# Jacek Birek
Jacek Birek (ur. 27 czerwca 1960) – polski lekkoatleta, który specjalizował się w biegu na 400 metrów przez płotki.
Srebrny medalista Zawodów Przyjaźni (Bukareszt 1978), w 1979 odpadł w eliminacjach podczas mistrzostw Europy juniorów w Bydgoszczy, ostatecznie sklasyfikowano go na 11. miejscu. Medalista mistrzostw Polski w kategorii juniorów, nigdy nie udało mu się zdobyć medalu seniorskich mistrzostw kraju pomimo tego, że aż 11 razy kwalifikował się do finału tej imprezy (w tym czterokrotnie w sztafecie 4 x 400 metrów).